# Julie Brougham
Julie Brougham (Palmerston North, 20 maggio 1954 – 9 dicembre 2021) è stata una cavallerizza neozelandese.

## Biografia
Nata nel 1954 a Palmerston North, nel nord della Nuova Zelanda, iniziò ad andare a cavallo a 4 anni, su uno Shetland, 
e a praticare il dressage a 38. 
A 62 anni partecipò ai Giochi olimpici di Rio de Janeiro 2016, arrivando 44ª nel dressage individuale con 68.543 punti, in sella a Vom Feinsten, senza accedere alla seconda fase, il Grand Prix Special. Nell'occasione fu l'atleta più anziana in gara tra gli 11184 partecipanti alle Olimpiadi brasiliane.
Nel 2018 terminò 36ª nel dressage individuale ai Mondiali di Tryon. In quello stesso anno le fu diagnosticato un tumore addominale, che l'avrebbe portata poi alla morte nel 2021. Era sposata con David, un chirurgo ortopedico, e aveva due figli.